# Finski narodni preporod
Finski narodni preporod, sredinom 19. stoljeća, plod je smišljenoga promicanja finskog jezika i kulture, što su ga vršili pripadnici više klase, koja se inače služila švedskim jezikom. Finski jezik trebao je poslužiti kao „spona“ između vladajuće elite i seljaštva u Finskoj.
Početak ovoga preporoda može se smjestiti u godinu 1835. kada je Elias Lenrot, liječnik po zanimanju, sabrao i sistematizirao dotad samo usmeno prenošeno narodno stvaralaštvo i objavio u posebnoj knjizi koju je nazvao Kalevala. Ona će poslužiti kao poticaj osamostaljenju od Švedske, što je Rusija svim silama pomagala.
Važna je bila i uloga finskoga jezika koji je u svome književnom obliku utemeljen još 1542., a prva gramatika napisana je 1649.
1863. finski se počeo rabiti u administraciji, a 1892. postao je i službeni jezik ravnopravan sa švedskim. Za samo jedne generacije finski jezik postao je dominantan u upravi i društvu.